# La Chapelle-Gauthier (Eure)
La Chapelle-Gauthier és un municipi francès situat al departament de l'Eure i a la regió de Normandia. L'any 2007 tenia 347 habitants.

## Demografia

### Població
El 2007 la població de fet de La Chapelle-Gauthier era de 347 persones. Hi havia 140 famílies, de les quals 35 eren unipersonals (12 homes vivint sols i 23 dones vivint soles), 43 parelles sense fills, 54 parelles amb fills i 8 famílies monoparentals amb fills.
La població ha evolucionat segons el següent gràfic:
Habitants censats

### Habitatges
El 2007 hi havia 191 habitatges, 141 eren l'habitatge principal de la família, 37 eren segones residències i 12 estaven desocupats. 190 eren cases i 1 era un apartament. Dels 141 habitatges principals, 120 estaven ocupats pels seus propietaris, 16 estaven llogats i ocupats pels llogaters i 5 estaven cedits a títol gratuït; 5 tenien dues cambres, 15 en tenien tres, 34 en tenien quatre i 87 en tenien cinc o més. 128 habitatges disposaven pel capbaix d'una plaça de pàrquing. A 68 habitatges hi havia un automòbil i a 62 n'hi havia dos o més.

### Piràmide de població
La piràmide de població per edats i sexe el 2009 era:
| Homes | Edats   | Dones |
| ----- | ------- | ----- |
| 0     | 95 o +  | 0     |
| 0     | 90 a 94 | 0     |
| 0     | 85 a 89 | 0     |
| 0     | 80 a 84 | 4     |
| 8     | 75 a 79 | 8     |
| 20    | 70 a 74 | 0     |
| 12    | 65 a 69 | 16    |
| 20    | 60 a 64 | 24    |
| 8     | 55 a 59 | 0     |
| 4     | 50 a 54 | 8     |
| 12    | 45 a 49 | 4     |
| 16    | 40 a 44 | 12    |
| 28    | 35 a 39 | 16    |
| 16    | 30 a 34 | 8     |
| 4     | 25 a 29 | 16    |
| 8     | 20 a 24 | 8     |
| 12    | 15 a 19 | 0     |
| 28    | 10 a 14 | 12    |
| 8     | 5 a 9   | 16    |
| 12    | 0 a 4   | 16    |

## Economia
El 2007 la població en edat de treballar era de 199 persones, 151 eren actives i 48 eren inactives. De les 151 persones actives 137 estaven ocupades (77 homes i 60 dones) i 14 estaven aturades (5 homes i 9 dones). De les 48 persones inactives 17 estaven jubilades, 16 estaven estudiant i 15 estaven classificades com a «altres inactius».

### Ingressos
El 2009 a La Chapelle-Gauthier hi havia 158 unitats fiscals que integraven 393 persones, la mediana anual d'ingressos fiscals per persona era de 14.477 €.

### Activitats econòmiques
Dels 11 establiments que hi havia el 2007, 1 era d'una empresa alimentària, 1 d'una empresa de fabricació de material elèctric, 1 d'una empresa de fabricació d'altres productes industrials, 3 d'empreses de construcció, 1 d'una empresa de comerç i reparació d'automòbils, 1 d'una empresa d'hostatgeria i restauració, 1 d'una empresa immobiliària i 2 d'empreses classificades com a «altres activitats de serveis».
Dels 5 establiments de servei als particulars que hi havia el 2009, 1 era un taller de reparació d'automòbils i de material agrícola, 1 paleta, 1 fusteria, 1 electricista i 1 empresa de construcció.
L'únic establiment comercial que hi havia el 2009 era una carnisseria.
L'any 2000 a La Chapelle-Gauthier hi havia 34 explotacions agrícoles que ocupaven un total de 996 hectàrees.

## Equipaments sanitaris i escolars
El 2009 hi havia una escola elemental integrada dins d'un grup escolar amb les comunes properes formant una escola dispersa.

## Poblacions més properes
El següent diagrama mostra les poblacions més properes.